# Howard Mason Gore

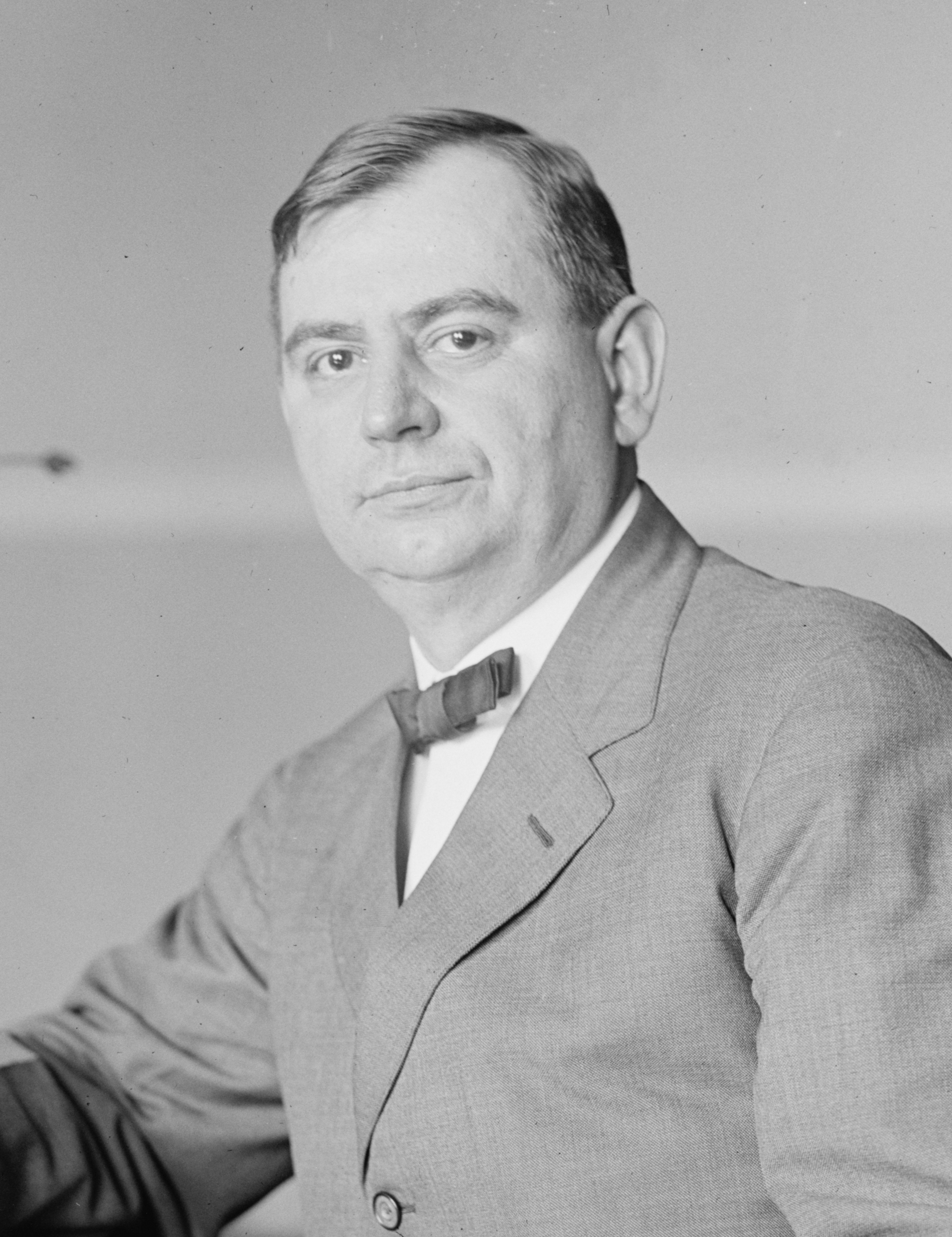
Howard Mason Gore

Howard Mason Gore (* 12. Oktober 1877 im Harrison County, West Virginia; † 20. Juni 1947 in Clarksburg, West Virginia) war ein US-amerikanischer Politiker und von 1925 bis 1929 der 17. Gouverneur des Bundesstaates West Virginia. Zuvor hatte er seit 1924 dem Kabinett von US-Präsident Calvin Coolidge als Landwirtschaftsminister angehört.

## Frühe Jahre und politischer Aufstieg
Howard Gore wurde auf einer Farm im Harrison County geboren, die schon seit 1778 im Besitz der Familie seiner Mutter war. Er besuchte die örtlichen Schulen seiner Heimat und studierte dann Landwirtschaft an der West Virginia University. Nach seinem Abschluss im Jahr 1900 wurde er als Farmer und Viehzüchter tätig. Zwischen 1912 und 1916 amtierte er als Präsident der Tierzuchtvereinigung von West Virginia. Nebenbei war er auch noch im Bankgeschäft und im Hotelgewerbe aktiv. Während des Ersten Weltkrieges war er im Büro zur Verwaltung der Lebensmittel in West Virginia angestellt. Nach dem Krieg fungierte er zunächst als stellvertretender US-Landwirtschaftsminister, ehe er ab dem 22. November 1924 als Landwirtschaftsminister Mitglied des Kabinett Coolidge war. Nachdem er als Kandidat der Republikanischen Partei zum Gouverneur von West Virginia gewählt worden war, trat er von diesem Posten zurück.

## Gouverneur von West Virginia

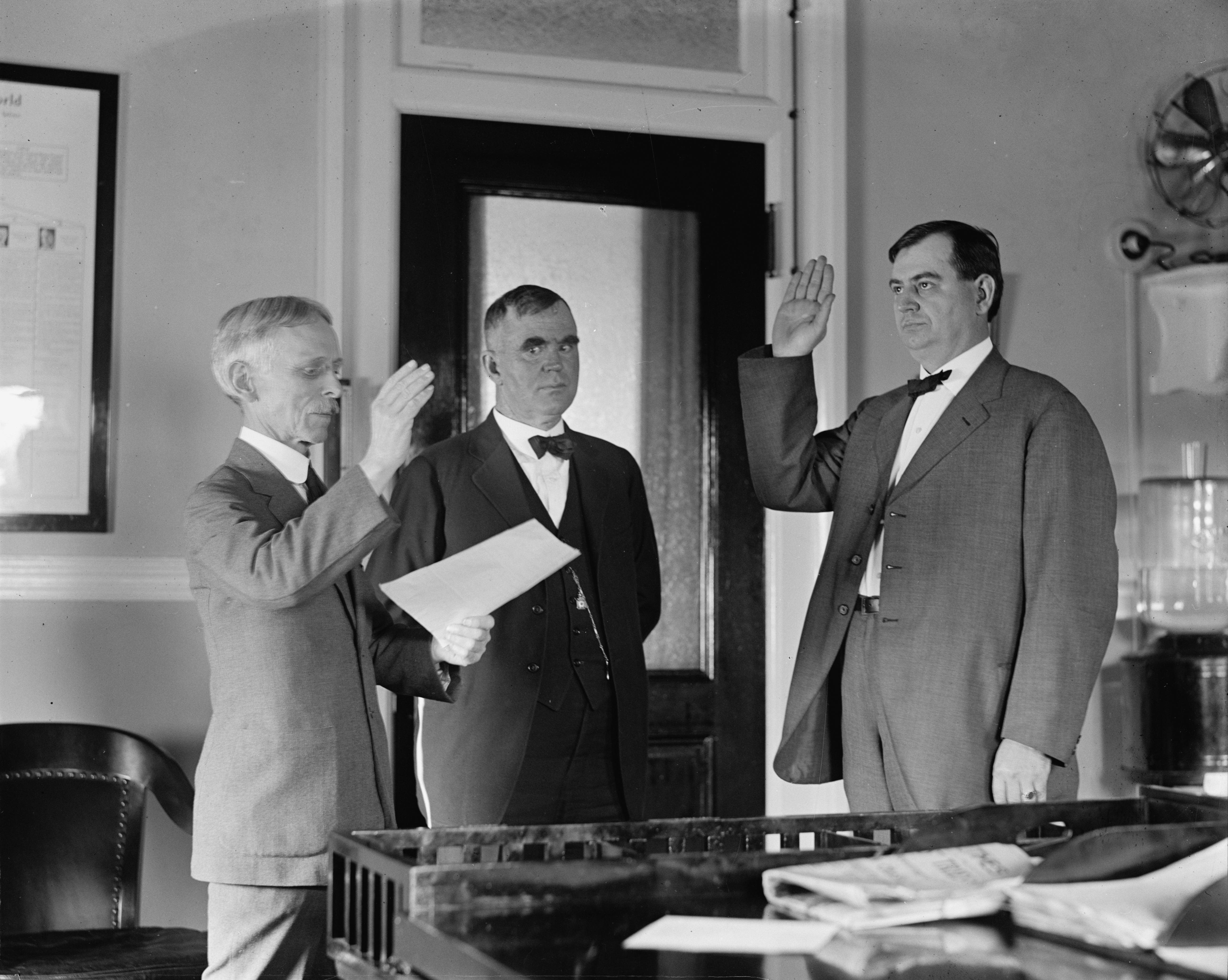
Howard M. Gore bei seiner Vereidigung als stellvertretender US-Landwirtschaftsminister (Juni 1923)

Gores vierjährige Amtszeit begann am 4. März 1925. In seiner Amtszeit hatte er die Landwirtschaft gefördert. Er machte sich aber auch einen Namen mit dem Ausbau des Straßennetzes. Da er in einer Zeit des wirtschaftlichen Aufschwungs amtierte, hatte er mehr Haushaltsgelder für die Kreise und Kommunen des Landes zur Verfügung. Schließlich setzte er sich auch noch für eine bessere Bildungs- und Gesundheitspolitik ein. 

## Weiterer Lebenslauf
Noch vor dem Ende seiner Amtszeit hatte er sich 1928 erfolglos um einen Sitz im US-Senat beworben. Im Jahr 1931 bis 1932 wurde er Landwirtschaftsminister von West Virginia. Er strebte dieses Amt später nochmals erfolglos an. In jenen Jahren widmete er sich wieder verstärkt der Viehzucht und war an vielen Viehauktionen in West Virginia beteiligt. 1935 wurde er zum Bundesbeauftragten für die wirtschaftliche Erholung im Harrison County nach der Weltwirtschaftskrise ernannt. Zwischen 1941 und 1947 war er Mitglied einer Kommission in West Virginia, die die Dienstleistungen im öffentlichen Dienst überwachte (Public Service Commission).